# Domenic Keller
Domenic Keller est un bobeur suisse.

## Palmarès

### Championnats monde
- : médaillé de bronze en bob à 4 aux championnats monde de 2000 et 2001.